# Топпин, Оби
Обади́я Ри́чард «О́би» То́ппин мла́дший (англ. Obadiah Richard «Obi» Toppin Jr.; род. 4 марта 1998 года в Бруклине, штат Нью-Йорк, США) — американский профессиональный баскетболист, выступающий в Национальной баскетбольной ассоциации за команду «Индиана Пэйсерс». Играет на позиции тяжёлого форварда. На студенческом уровне выступал за команду Дейтонского университета «Дейтон Флайерс». На драфте НБА 2020 года он был выбран под восьмым номером командой «Нью-Йорк Никс».

## Ранние годы и средняя школа
Топпин родился в Бруклине, Нью-Йорк, где изначально рос в районе Бушуик, а затем переехал в Мелборн, Флорида. За время игры в школьном баскетболе Топпин поменял 4 школы. Окончив школу, Топпин принял приглашение Дейтонского университета, предпочтя его Род-Айлендскому, Джорджтаунскому, Миннесотскому, Техасскому технологическому, университету Джорджии и Техасскому университету A&M.

## Карьера в колледже

### Первый курс
Свой первый сезон за «Дейтон Флайерс» Топпин пропустил, так как Национальная ассоциация студенческого спорта (НАСС) признала его несоответствующим первоначальным критериям отбора. В свой первый действительный сезон Топпин набирал в среднем 14,4 очка и 5,6 подбора за игру и 7 раз был назван новичком недели конференции Atlantic 10. В конце сезона он получил приз новичка года конференции Atlantic 10 и попал в 1-ю сборную конференции Atlantic 10, став первым новичком кто это сделал после Ламара Одома в 1999 году. По окончании сезона Топпин выставил свою кандидатуру на драфт НБА 2019 года, но не нанял агента. После нескольких тренировок с различными командами НБА, он решил сняться с драфта и вернуться в университет.

### Второй курс
Второй сезон за Дейтон Топпин начал с приза лучшему игроку недели конференции Atlantic 10 после того, как установил личный рекорд по очкам: 29 очков и 12 подборов в матче-открытии сезона для «Флайерс» в победе со счётом 86—81 над Индиана Стэйт. В конце ноября 2019 года Топпин привёл свою команду ко второму месту в турнире Maui Invitational 2019, набирая в среднем 22,3 очка, 7,0 подборов, 2,3 передачи и 1,3 блока за игру. Впоследствии он был снова назван игроком недели конференции Atlantic 10, а также национальным игроком недели по версии NBC Sports. 30 декабря Топпин обновил свой личный рекорд по очкам, набрав 31 в победе над Северной Флоридой со счётом 77—59.
11 января 2020 года Топпин вывихнул свой левый голеностоп в матче против УМасс, но не пропустил ни одной игры, набрав 24 очка в следующей игре против УСВ. Своё 1000-е очко в студенческой карьере Топпин набрал 22 февраля 2020 года, отметившись 28 очками, во время победы над Дюкейном со счётом 80—70. В конце регулярного сезона Топпин попал в 1-ю сборную конференции Atlantic 10 и стал баскетболистом года конференции Atlantic 10, набирая в среднем 20 очков, 7,5 подборов и 1,2 блока за игру, попадая 63,3% с игры. Также он был выбран в 1-ю всеамериканскую сборную NCAA и единогласно стал национальным игроком года среди студентов, выиграв призы имени Джеймса Нейсмита, Оскара Робертсона и Джона Вудена, а также став игроком года по версиям Associated Press и NABC. Он также национальным игроком года среди студентов по версиям CBS Sports, The Athletic, NBC Sports и USA Today и получил приз имени Карла Мэлоуна, как лучший тяжёлый форвард среди студентов.
После окончания сезона Топпин объявил, что он выставляет свою кандидатуру на драфт НБА 2020 года. За все игры в колледже он набрал 1096 очков и забил 190 данков.

## Профессиональная карьера

### Нью-Йорк Никс (2020—2023)
Топпин был выбран под 8-м номером на драфте НБА 2020 года командой «Нью-Йорк Никс». 23 ноября 2020 года подписал с ней контракт новичка, рассчитанный на 4 года. 23 декабря 2020 года дебютировал в НБА, выйдя со скамейки запасных, и набрал 9 очков, 3 подбора и 2 блока за 23 минуты в поражении от «Индиана Пэйсерс» со счётом 107—121. 17 января 2021 года Топпин набрал 12 очков, 5 подборов, 1 перехват и 1 блок за 17 минут в победе над «Бостон Селтикс» со счётом 105—75.
Топпин был приглашен для участия в слэм-данк контесте на Матче всех звезд НБА 2021 года, где и занял 2-е место.
Топпин стал победителем слэм-данк контеста НБА 2022 года.

### Индиана Пэйсерс (2023—настоящее время)
7 июля 2023 года Топпин был обменян в команду «Индиана Пэйсерс» на два будущих выбора второго раунда драфта. В «Пэйсерс» Топпин присоединился к Джейлену Смиту, Тайризу Халибертону, Аарону Несмиту и Джордану Нворе, выбранным на драфте НБА в 2020 году. 25 октября в дебютном матче с «Вашингтон Уизардс» Топпин набрал 11 очков, четыре подбора, передачу и перехват. 6 ноября Топпин записал на свой счет 19 очков и два перехвата, реализовав 6 из 11 бросков с игры и 6 из 6 штрафных бросков, в победе над новичком Виктором Вембаньямой и «Сан-Антонио Сперс» с разгромной разницей в 41 очко. 14 ноября он набрал максимальные в сезоне 27 очков, шесть подборов и блок, реализовав 12 из 15 бросков, в победе над «Филадельфией Севенти Сиксерс».
26 января 2024 года Топпин оформил дабл-дабл из 23 очков и 11 подборов, а также сделал победный лэй-ап в победе над «Финикс Санз» со счетом 133-131. Топпин завершил сезон 2023/24, демонстрируя рекордные в карьере показатели в качестве основного запасного Паскаля Сиакама. 2 мая он набрал максимальные в карьере 21 очко в серии против «Милуоки Бакс» в первом раунде плей-офф.
6 июля 2024 года Топпин переподписал контракт с «Пэйсерс» на четыре года и 60 миллионов долларов. 17 марта 2025 года в матче против «Миннесоты Тимбервулвз», завершившемся победой в дополнительное время со счетом 132–130, Топпин набрал рекордные в сезоне 34 очка, включая 12 в дополнительное время и победный трехочковый бросок, прервав восьмиматчевую победную серию «Миннесоты».

## Личная жизнь
Отец Топпина, которого также зовут Обадия, был известным в Бруклине стритболистом, известным по прозвищу «Dunker's Delight». Он играл в баскетбол в колледже за Глобальный технологический институт и профессионально в клубах «Бруклин Кингз» баскетбольной лиги США, «Гарлем Стронг Догс» Американской баскетбольной ассоциации и в Доминиканской Республике. Брат Топпина, Джейкоб, играет в баскетбол за «Нью-Йорк Никс».
Топпин — христианин, и имеет татуировку в виде креста на правом плече, как символ своей веры.

## Статистика

### Статистика в НБА
| Сезон                                                                                    | Команда  | Регулярный сезон | Регулярный сезон | Регулярный сезон | Регулярный сезон | Регулярный сезон | Регулярный сезон | Регулярный сезон | Регулярный сезон | Регулярный сезон | Регулярный сезон | Регулярный сезон | Серия плей-офф | Серия плей-офф | Серия плей-офф | Серия плей-офф | Серия плей-офф | Серия плей-офф | Серия плей-офф | Серия плей-офф | Серия плей-офф | Серия плей-офф | Серия плей-офф |
| Сезон                                                                                    | Команда  | GP               | GS               | MPG              | FG%              | 3P%              | FT%              | RPG              | APG              | SPG              | BPG              | PPG              | GP             | GS             | MPG            | FG%            | 3P%            | FT%            | RPG            | APG            | SPG            | BPG            | PPG            |
| ---------------------------------------------------------------------------------------- | -------- | ---------------- | ---------------- | ---------------- | ---------------- | ---------------- | ---------------- | ---------------- | ---------------- | ---------------- | ---------------- | ---------------- | -------------- | -------------- | -------------- | -------------- | -------------- | -------------- | -------------- | -------------- | -------------- | -------------- | -------------- |
| 2020/21                                                                                  | Нью-Йорк | 62               | 0                | 11,0             | 49,8             | 30,6             | 73,1             | 2,2              | 0,5              | 0,3              | 0,2              | 4,1              | 5              | 0              | 13,1           | 52,2           | 33,3           | 83,3           | 2,6            | 0,4            | 0,0            | 0,2            | 6,4            |
| 2021/22                                                                                  | Нью-Йорк | 72               | 10               | 17,1             | 53,1             | 30,8             | 75,8             | 3,7              | 1,1              | 0,3              | 0,5              | 9,0              | Не участвовал  | Не участвовал  | Не участвовал  | Не участвовал  | Не участвовал  | Не участвовал  | Не участвовал  | Не участвовал  | Не участвовал  | Не участвовал  | Не участвовал  |
| 2022/23                                                                                  | Нью-Йорк | 67               | 5                | 15,7             | 44,6             | 34,4             | 80,9             | 2,8              | 1,0              | 0,3              | 0,2              | 7,4              | 11             | 1              | 15,9           | 42,9           | 30,2           | 80,0           | 3,5            | 0,6            | 0,7            | 0,3            | 7,0            |
| 2023/24                                                                                  | Индиана  | 82               | 28               | 21,1             | 57,3             | 40,3             | 77,0             | 3,9              | 1,6              | 0,6              | 0,5              | 10,3             | 17             | 0              | 20,2           | 54,1           | 35,7           | 76,0           | 4,4            | 1,7            | 0,4            | 0,4            | 10,9           |
|                                                                                          | Всего    | 283              | 43               | 16,6             | 52,0             | 35,1             | 76,8             | 3,2              | 1,1              | 0,4              | 0,4              | 7,9              | 33             | 1              | 17,7           | 50,4           | 33,3           | 77,8           | 3,8            | 1,2            | 0,4            | 0,3            | 8,9            |
| Наведите курсор мыши на аббревиатуры в заголовке таблицы, чтобы прочесть их расшифровку. |          |                  |                  |                  |                  |                  |                  |                  |                  |                  |                  |                  |                |                |                |                |                |                |                |                |                |                |                |

### Статистика в NCAA
| Сезон | Команда | Conf  | Class | GP | GS | MPG  | FG%  | 3P%  | FT%  | RPG | APG | SPG | BPG | PPG  |
| --- | ------- | ----- | ----- | -- | -- | ---- | ---- | ---- | ---- | --- | --- | --- | --- | ---- |
| 2018/19 | Дейтон  | A-10  | FR    | 33 | 15 | 26,5 | 66,6 | 52,4 | 71,3 | 5,6 | 1,8 | 0,6 | 0,8 | 14,4 |
| 2019/20 | Дейтон  | A-10  | SO    | 31 | 31 | 31,6 | 63,3 | 39,0 | 70,2 | 7,5 | 2,2 | 1,0 | 1,2 | 20,0 |
| Всего | Всего   | Всего | Всего | 64 | 46 | 29,0 | 64,7 | 41,7 | 70,6 | 6,6 | 2,0 | 0,8 | 1,0 | 17,1 |
| Наведите курсор мыши на аббревиатуры в заголовке таблицы, чтобы прочесть их расшифровку Статистика приведена с сайта sports-reference.com |         |       |       |    |    |      |      |      |      |     |     |     |     |      |